# 瓜基
瓜基（西班牙語：Guaqui），玻利维亚西部的湖港城市，位于玻利维亚第一大湖的的喀喀湖东南岸的塔拉科湾畔。海拔3812米。东距首都拉巴斯80公里。有一条铁路通往拉巴斯。